# Partia Liberalno-Konserwatywna
Partia Liberalno-konserwatywna (hiszp. Partido Liberal-Conservador) – hiszpańska partia powstała w roku 1876 z inicjatywy Antonia Cánovasa del Catillo, w procesie restauracji korony hiszpańskiej po upadku I Republiki.
Razem z Partią Liberalną na czele z Sagastą (1880) tworzyły dwupartyjny system polityczny nazywanym turnizmem wyborczym (turnismo, z hiszpańskiego turno-zamiana). Obie partie wymieniały się władzą spełniając jeden warunek – akceptując Alfonsa XII jako króla i panowanie dynastii Burbonów oraz uznawanie Konstytucji 1876 roku. Zapewniało to utrzymanie stabilnej sytuacji politycznej w kraju, potrzebnej po zamachu stanu przeprowadzonym przez generała Martineza Camposa. System ten usprawniał również porozumienie z opozycją.

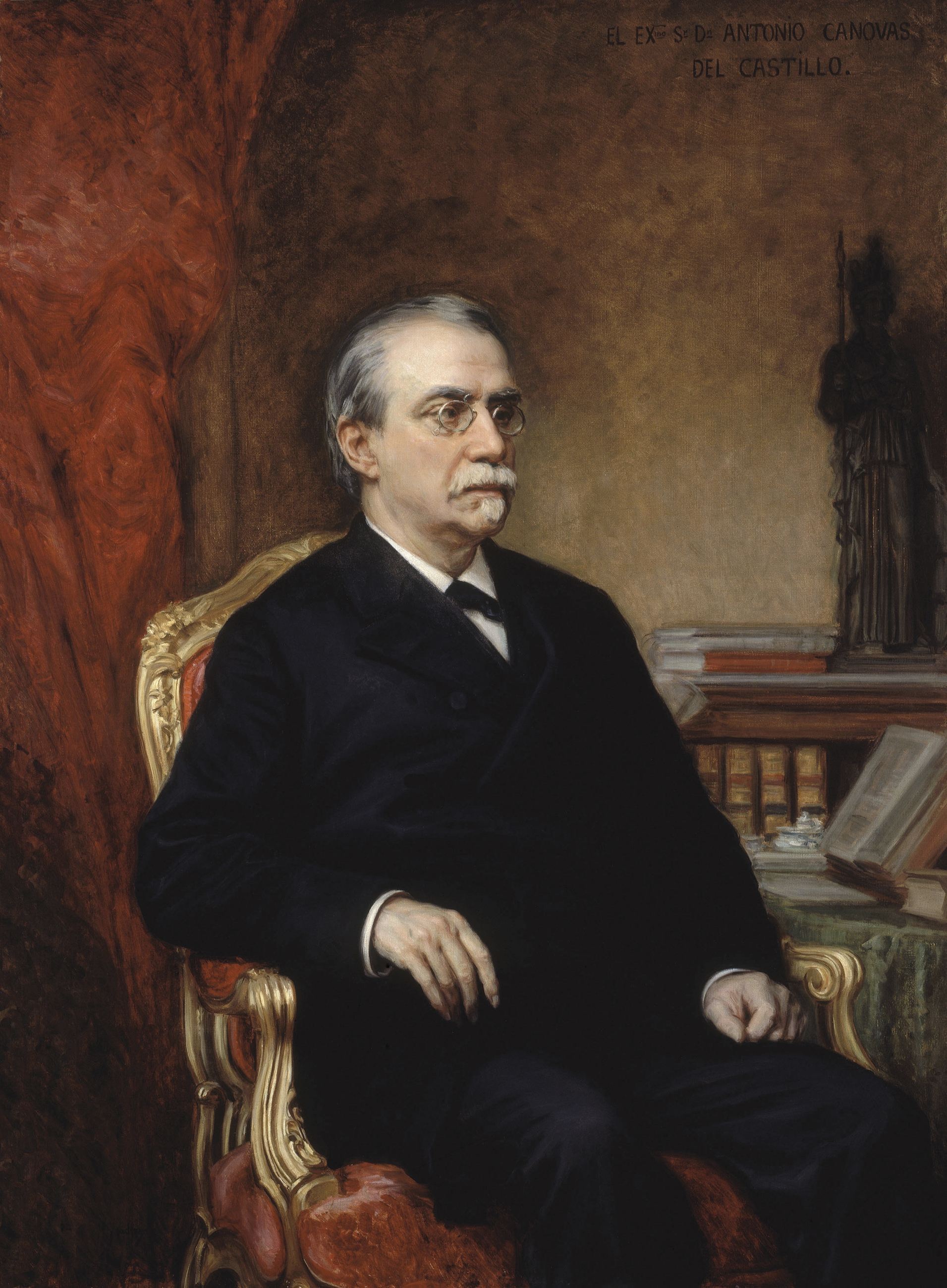
Antonio Cánovas del Castillo, założyciel Partii Liberalno-konserwatywnej

Partia pod przewodnictwem Canovasa powstała w 1876 łącząc min. Unię Liberalną oraz Partie Moderados i pozostała aktywna do 1931 roku. Przez różne epoki i zmieniających się liderów Partia Liberalno-Konserwatywna była znana również pod takimi nazwami jak: Partia Konserwatywna, Partia Canovasa, Partia Silvela czy Partia Maura (kolejno od nazwisk czołowych polityków: Francisca Silvela i Antonia Maury). To jednak nazwa pierwotna, z pozoru łączącą dwa przeciwstawne pojęcia najtrafniej oddawała charakter partii. Człon „liberalna” odnosiła się do tworzenia systemu wiernego Konstytucji z 1876 roku i podążania zgodnego z tradycjami nie tylko Hiszpanii, ale i Europy. „Konserwatyzm” zaś oznaczał wierność imperialnemu charakterowi kraju. Zwolennicy Partii Konserwatywnej głównie zamieszkiwali południową i środkową część kraju.

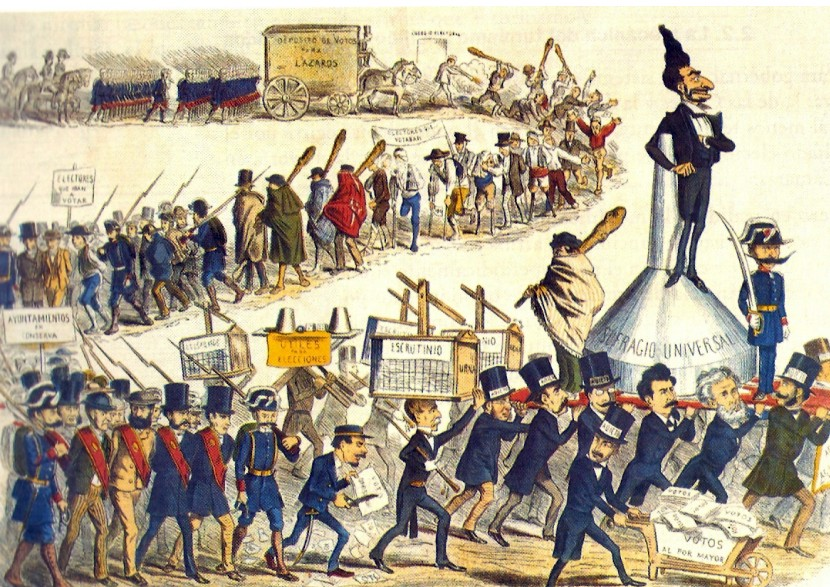
krytyka systemu politycznego min. fałszownaia wyników wyborów tzw. caciqusimo

Początkowo działania partii skupiły się na obronie prawa własności, porządku społecznego, ale przede wszystkim na ochronie monarchii. W styczniu 1876 roku wprowadzono cenzurę prasową, a w lutym 1879 Prawo druku uznające jakikolwiek atak czy krytykę pod adresem monarchii lub rządu za przestępstwo. Partia stała na straży porządku, poprawnych stosunków z Kościołem oraz tradycji. W 1878 roku wprowadzono Prawo wyborcze faworyzujące głosowanie przez rolników w stosunku do burżuazji, mającej zbyt postępowe poglądy. Z czasem powstał Instytut Reform Społecznych czy Narodowy Instytut Przewidywania dbający o ubezpieczenia społeczne. Zmodernizowano procedury wojenne marynarzy oraz wprowadzono projekty zmian administracyjnych. Podczas rządów Antonia Maury partia promowała politykę probrytyjską oraz profrancuską. Jego następca, Eduardo Dato, swoje działania skierował w stronę reform socjalnych dotyczących warunków pracy. Stworzył Ministerstwo Pracy, prawo odnoszące się do wypadków w miejscach pracy oraz wprowadził ośmiogodzinny dzień pracy.
Po zamachu stanu przeprowadzonym przez Primo de Rivierę (1923) działacze Partii odsunęli się od życia politycznego. Powrócili w 1930 roku z nowymi ideami, wpasowującymi się w nurt konserwatywno-republikański.
Działalność Partii Konserwatywnej zakończyła się w roku 1931 wraz z ogłoszeniem II Republiki.